# Сент Клауд (Мисури)
Сент Клауд (енгл. St. Cloud) град је у америчкој савезној држави Мисури.

## Демографија
По попису из 2010. године број становника је 41, што је 15 (-26,8%) становника мање него 2000. године.
| Група             | 2000.      | 2010.      |
| Белци             | 50 (89,3%) | 36 (87,8%) |
| Афроамериканци    | 0 (0,0%)   | 3 (7,3%)   |
| Азијати           | 0 (0,0%)   | 0 (0,0%)   |
| Хиспаноамериканци | 6 (10,7%)  | 3 (7,3%)   |
| Укупно            | 56         | 41         |